# Wirtschaft Frankreichs
Die Wirtschaft Frankreichs ist, gemessen am absoluten Bruttoinlandsprodukt (BIP), die sechstgrößte Volkswirtschaft der Welt, nach den Vereinigten Staaten, der Volksrepublik China, Japan, Deutschland und dem Vereinigten Königreich. Es gilt in Europa als das wichtigste Industrieland neben Deutschland. Die Regierung Frankreichs nimmt aktiv Einfluss auf die französische Wirtschaft, weshalb diese oft als gelenkte Volkswirtschaft bezeichnet wird. Die Wirtschaft gilt als relativ breit aufgestellt und als durchschnittlich abhängig von Außenhandel und Finanzmärkten; sie kam etwas besser durch die Finanz- und Wirtschaftskrise um 2009 als andere Industriestaaten.

## Landwirtschaft
Seit den 1960er Jahren wird sie maßgeblich von der Gemeinsamen Agrarpolitik der Europäischen Gemeinschaft, jetzt der Europäischen Union, geprägt. In einigen Regionen dominiert der Ackerbau, in anderen Viehwirtschaft. Im Süden Frankreichs gibt es mediterrane Erzeugnisse; in den Übersee-Départements werden auch tropische Produkte wie Bananen geerntet.
30 Millionen Hektar – das sind etwa 55 % der Staatsfläche Frankreichs und etwa 23 % der gesamten landwirtschaftlich genutzten Fläche in der EU – werden landwirtschaftlich genutzt. Auf etwa 14,6 Millionen Hektar Anbaufläche stehen Tierfutterpflanzen, auf 9 Millionen Hektar Getreide.
Die Anbaufläche ist seit 50 Jahren fast unverändert; die Zahl der landwirtschaftlichen Betriebe ist stark zurückgegangen: 1970 waren es 1,6 Millionen; 2007 waren es etwa 527.000. Viele landwirtschaftliche Mischbetriebe aus Mischkulturen und Viehzucht sind spezialisierten Betrieben gewichen. Analog ging die Zahl der Beschäftigten in der Landwirtschaft von 2 Millionen 1988 auf etwa 1,02 Millionen im Jahr 2007 zurück, von denen etwa 85 % im heimischen Familienbetrieb arbeiten.
Die gesamtwirtschaftliche Bedeutung der Landwirtschaft ist mit einem Anteil von 1,7 % am BIP gering. Gleichwohl ist Frankreich (Stand 2009) global der zweitgrößte Exporteur, nach den USA. Exportiert werden zum Beispiel Wein, Champagner, Getreide und Milchprodukte. 

## Industrie
Die französische Industrie gewann nach dem Zweiten Weltkrieg an Bedeutung. Die erste Ölkrise (1973/74) und andere Faktoren beendeten in den 1970er Jahren eine langanhaltende Wachstumsphase. In den 1970ern begann in Frankreich der Bau zahlreicher Kernkraftwerke. 1981 kam zum ersten Mal ein Staatspräsident der Parti socialiste an die Macht. Er betrieb einige wenige Jahre Verstaatlichungen bestimmter französischer Industrieunternehmen. Auch wurde versucht, die historisch gewachsene Konzentration auf Paris zu reduzieren und andere Regionen Frankreichs industriell zu stärken.
Frankreich hat nur wenige Rohstoffe; es bezog lange Zeit viele Rohstoffe aus seinen Kolonien. Die Industrie hat am BIP einen Anteil von etwa 19 %. Zu den stärksten Bereichen der französischen Industrie zählen Telekommunikation, Luftfahrt, Rüstungsgüter, Automobilbau, Pharmazeutik und Nahrungsmittel. Bekannte und große Unternehmen sind z. B. Orange, Airbus, PSA Peugeot Citroën, Renault, Michelin, Alstom, Alcatel, Sanofi-Aventis, Saint-Gobain, Lafarge, L’Oréal und Danone (siehe auch CAC40, ein Börsenindex).
Die Automobilindustrie hat eine bedeutende Stellung in der französischen Wirtschaft, im Jahr 2019 konnten demnach 2,2 Millionen Fahrzeuge abgesetzt werden. 2021 entstand aus der Groupe PSA und der Fiat Chrysler Automobiles der Automobilkonzern Stellantis, dem viertgrößten Automobilhersteller nach verkauften Fahrzeugen. Wichtige französische Automobilhersteller im Jahr 2023 waren Peugeot, Renault, Citroën, der Premiumhersteller DS Automobiles sowie der Luxusmarke Bugatti Automobiles.  Die Renault Group, die ein Teil der Multinationalen Allianz Renault-Nissan-Mitsubishi ist, unterhält ein Joint Venture mit den chinesischen Automobilhersteller Geely, die Groupe PSA unterhielt bis 2020 eine Kooperation mit Changan sowie seit 1992 mit Dongfeng. Stellantis erwog jedoch im Jahr 2022 einen Rückzug vom chinesischen Markt und möchte sich stattdessen mehr auf Indien konzentrieren.

## Tourismus
Frankreich war im Jahr 2010 das Reiseziel von etwa 76 Millionen ausländischen Besuchern. Es ist weltweit eines der meistbesuchten Länder. Jeweils etwa ein Sechstel der ausländischen Besucher waren Briten und Deutsche.
Der Anteil des Tourismus am BIP betrug 2006 etwa 6,3 %; zwei Millionen Arbeitsplätze hingen direkt und indirekt vom Tourismus ab. Mit 32 Milliarden Euro verbuchte Frankreich 6,3 % der weltweiten Tourismuseinnahmen. Nur die USA und Spanien nahmen mehr ein.
Institutionen wie Maison de la France, die Nationale Agentur für Urlaubschecks und die öffentliche Interessengemeinschaft ODIT France versuchen, Frankreich als Reiseziel attraktiver zu machen. Der ländliche Tourismus ist gut entwickelt, beispielsweise durch Vereine wie Gîtes de France.
Beliebte Ziele 2009 waren: das Museum Louvre (8,4 Mio. Besucher), der Eiffelturm (6,9 Mio. Besucher), das Schloss Versailles (5,6 Mio. Besucher), das Centre Pompidou (5,5 Mio. Besucher), der Mont-Saint-Michel (3,5 Mio. Besucher) und das Museum d’Orsay (3 Mio. Besucher).

## Bauwirtschaft
Nach Angaben des französischen Bauverbandes FFB (französisch Fédération Francaise du Batiment) zählte die französische Bauindustrie 2018 insgesamt 394.000 Unternehmen mit über einer Million Beschäftigte. Große Unternehmen (eine Milliarde Euro Umsatz oder mehr) sind Vinci, Bouygues, Eiffage, Spie, Fayat, NGE, Spie Batignolles, Demathieu Bard, GCC und Idex.
2018 wurden 430.000 Wohnungen gebaut.

## Finanzwirtschaft
Frankreich ist die Heimat einiger bedeutender Finanzdienstleister. Im Jahr 2008 erwirtschaftete dieser Bereich etwa 80 Milliarden Euro, was einem Anteil von 4,6 % am BIP entspricht.

### Bankensektor
Zu den größten Banken des Landes zählen BNP Paribas, Crédit Agricole, Société Générale und Crédit Lyonnais.

### Börse
Die Pariser Börse fusionierte 2007 mit der NYSE und wurde in NYSE Euronext umbenannt. Die Fusion wurde 2013/14 rückgängig gemacht. Der CAC 40 ist der Leitindex der französischen Volkswirtschaft.

### Versicherung
Der französische Versicherungssektor war 2009 mit einem Jahresumsatz von etwa 200 Milliarden Euro der fünftgrößte der Welt. Er beschäftigte etwa 200.000 Menschen. Die größten Versicherungen waren die AXA, die CNP und die Allianz France.

### Staatsfonds
Mit der Bpifrance verfügt der französische Staat über eine Investitionsbank, die sehr ähnlich zu einem Staatsfonds fungiert. Sie ist auch Mitglied im IFSWF.

## Luxusgüter
Die Grundlage für die Luxusgüterproduktion in Frankreich wurde von Ludwig XIV. im 17./18. Jahrhundert durch seinen Hof in Versailles gelegt. Die Herstellung erfolgte handwerklich, entweder in Werkstätten oder Manufakturen. Die handwerkliche Herstellung ist bis heute ein wichtiger Aspekt von Luxusgütern. Sie garantiert sowohl Qualität als auch relative Knappheit dieser Güter. Viele französische Hersteller von Luxusgütern sind sehr alt, in den 1990er Jahren hat sich aber die Organisation stark geändert: zwei französische Industrielle Bernard Arnault (LVMH) und François Pinault (Kering) begannen, einzelne Firmen zu übernehmen, um daraus große Gruppen zu bilden. Ziel war es nicht, die Quantität der Produkte zu erhöhen, dies hätte dem Image des Luxus geschadet, sondern das Angebot durch verwandte Produkte zu vergrößern, so produzieren praktisch alle Häuser der Haute Couture eigene Parfums, die Firma Hermès, die eigentlich Taschen und Koffer produzierte, erweiterte ihr Sortiment um Textilien und nahm, wie andere auch, Uhren ins Sortiment auf.
Der Anteil der traditionellen Luxusindustrie am Sozialprodukt liegt in Frankreich bei knapp einem Prozent. Weltweit entfallen auf die französischen Hersteller knapp 40 Prozent des Umsatzes (2013). Die LVMH-Gruppe erwirtschaftete im Jahr 2021 einen Umsatz von rund 64,2 Milliarden Euro und erzielte dabei einen Gewinn in Höhe von etwa zwölf Milliarden Euro. Im Jahr 2020 waren mehr als 24.000 Beschäftigte von LVMH in der Herstellung tätig. Für die Kering-Gruppe arbeiteten im Jahr 2021 etwas mehr als 38.800 Mitarbeiterinnen und Mitarbeiter weltweit, die einen Umsatz von rund 17,6 Milliarden Euro erwirtschafteten.

## Vermögen
Frankreich stand, laut einer Studie der Bank Credit Suisse aus dem Jahre 2017, auf Rang 6 weltweit beim nationalen Gesamtvermögen. Der Gesamtbesitz an Immobilien, Aktien und Bargeld belief sich auf insgesamt 12.969 Milliarden US-Dollar. Je erwachsene Person beträgt es 263.399 Dollar im Durchschnitt und 119.720 Dollar im Median (in Deutschland: 203.946 bzw. 47.091 Dollar). Beim Median-Vermögen zählt Frankreich damit zu den Top 10 der wohlhabendsten Nationen. Höhere Durchschnittsvermögen als in Deutschland sind vor allem mit dem größeren Anteil an Immobilienbesitzern zu erklären.
Insgesamt war 39,8 % des gesamten Vermögens der Bevölkerung finanzielles Vermögen und 60,2 % nicht-finanzielles Vermögen. Der Gini-Koeffizient bei der Vermögensverteilung lag 2017 bei 70,2 was auf eine relativ moderate Vermögensungleichheit hindeutet. Die obersten 10 % der französischen Bevölkerung besaßen 53,7 % des Vermögens und die obersten 1 % besaßen 21,6 % des Vermögens. Frankreich betreibt eine starke Umverteilung des Vermögens und hat eine weniger stark ausgeprägte Ungleichheit als die meisten anderen Industrieländer. Insgesamt 25,3 % der Bevölkerung hatten ein privates Vermögen von weniger als 10.000 Dollar und 4 % hatten ein Vermögen von mehr als 1 Million Dollar. Mitte 2018 lebten in Frankreich 38 Milliardäre. Anfang 2023 war Bernard Arnault mit einem Vermögen von über 190 Mrd. US-Dollar der reichste Mann der Welt. Françoise Bettencourt-Meyers war im Jahr 2022 mit einem Vermögen von 73,6 Mrd. US-Dollar die reichste Frau der Welt.

## Aktuelle wirtschaftliche Lage
Das Wirtschaftswachstum (BIP) betrug 2018 1,9 %, 2019 1,8 %. Das Wachstum von 2010 bis 2019 schwankte zwischen 0,3 % und 2,2 %. Im Juli 2014 waren 3,3 Millionen Menschen (10,2 %) arbeitslos, ein Allzeithoch seit Aufzeichnungsbeginn 1955. 2014 sind über 500.000 Menschen mehr arbeitslos als 2007. Die Staatsverschuldung überschritt 2014 die 2 Billionen Euro und lag 2021 bei 2,8 Billionen Euro. 2008 entsprach die Staatsverschuldung 69 % des damaligen BIP, 2014 95 % des BIP und 2021 112 % des BIP.
Seit der Einführung des Euro hat Frankreichs Export ein Drittel seiner Weltmarktanteile verloren. Der Industrieanteil am französischen BIP ging von 18 % auf 12,6 % zurück. Frankreichs Anteil an den weltweiten Exporten ist von mehr als 6 % im Jahr 2000 auf 4 % 2012 gesunken. 2012 betrug die Staatsausgabenquote in Frankreich 57 %, eine der höchsten aller Industrieländer. 23 % aller Beschäftigten in Frankreich arbeiten im öffentlichen Dienst.
Die französische Automobilindustrie verkaufte 2013 so viele Einheiten wie 1997, knapp 1,8 Millionen Fahrzeuge. Die EU unterstützt (Stand 2013) die Branche massiv.
Die Rating-Agentur Standard & Poor’s stufte Frankreichs Bonität 2012 von AAA auf AA+, im November 2013 von AA+ auf AA und Ende Mai 2024 von AA auf AA– zurück. Nach der Parlamentswahl in Frankreich 2024, als keiner der drei politischen Blöcke die absolute Mehrheit erringen konnte, drohte die Ratingagentur Moody’s mit einer Herabsetzung der Bonität Frankreichs.

## Kennzahlen
Verschiedene makroökonomische Indikatoren der französischen Wirtschaft von 1980 bis 2021. Alle BIP-Werte sind in Euro angegeben. Inflationsraten unter 2 Prozent sind mit einem grünen Pfeil versehen.
| Jahr | BIP (in Mrd. Euro) | BIP pro Kopf (in Euro) | BIP Wachstum (real) | Inflationsrate (in Prozent) | Arbeitslosenquote (in Prozent) | Staatsverschuldung (in % des BIP) |
| ---- | ------------------ | ---------------------- | ------------------- | --------------------------- | ------------------------------ | --------------------------------- |
| 1980 | 451,8              | 8.408                  | ▲1,8 %              | ▲13,1 %                     | 6,3 %                          | 20,8 %                            |
| 1981 | ▲510,0             | ▲9.439                 | ▲1,1 %              | ▲13,3 %                     | ▲7,4 %                         | ▲22,0 %                           |
| 1982 | ▲586,0             | ▲10.785                | ▲2,5 %              | ▲12,0 %                     | ▲8,1 %                         | ▲25,4 %                           |
| 1983 | ▲650,5             | ▲11.903                | ▲1,3 %              | ▲9,5 %                      | ▼7,4 %                         | ▲26,7 %                           |
| 1984 | ▲707,0             | ▲12.880                | ▲1,6 %              | ▲7,7 %                      | ▲8,5 %                         | ▲29,1 %                           |
| 1985 | ▲757,7             | ▲13.737                | ▲1,7 %              | ▲5,8 %                      | ▲8,7 %                         | ▲30,7 %                           |
| 1986 | ▲814,6             | ▲14.701                | ▲2,3 %              | ▲2,5 %                      | ▲8,9 %                         | ▲31,3 %                           |
| 1987 | ▲856,0             | ▲15.373                | ▲2,6 %              | ▲3,3 %                      | ▲9,2 %                         | ▲33,7 %                           |
| 1988 | ▲925,2             | ▲16.532                | ▲4,6 %              | ▲2,7 %                      | ▼8,8 %                         | ▼33,6 %                           |
| 1989 | ▲997,1             | ▲17.720                | ▲4,5 %              | ▲6,6 %                      | ▼8,7 %                         | ▲34,4 %                           |
| 1990 | ▲1.053,5           | ▲18.621                | ▲2,9 %              | ▲0,3 %                      | ▼8,4 %                         | ▲35,6 %                           |
| 1991 | ▲1.091,7           | ▲19.206                | ▲1,1 %              | ▲3,4 %                      | ▲8,6 %                         | ▲36,5 %                           |
| 1992 | ▲1.131,0           | ▲19.803                | ▲1,5 %              | ▲2,5 %                      | ▲9,4 %                         | ▲40,2 %                           |
| 1993 | ▲1.142,1           | ▲19.908                | ▼−0,7 %             | ▲2,2 %                      | ▲10,3 %                        | ▲46,6 %                           |
| 1994 | ▲1.179,9           | ▲20.496                | ▲2,4 %              | ▲1,7 %                      | ▲10,7 %                        | ▲49,9 %                           |
| 1995 | ▲1.218,3           | ▲21.095                | ▲2,3 %              | ▲1,8 %                      | ▼10,5 %                        | ▲56,1 %                           |
| 1996 | ▲1.252,3           | ▲21.615                | ▲1,4 %              | ▲2,1 %                      | ▲10,8 %                        | ▲60,0 %                           |
| 1997 | ▲1.292,8           | ▲22.245                | ▲2,3 %              | ▲1,3 %                      | ▲10,9 %                        | ▲61,4 %                           |
| 1998 | ▲1.351,9           | ▲23.189                | ▲3,6 %              | ▲0,7 %                      | ▼10,7 %                        | ▬61,4 %                           |
| 1999 | ▲1.401,0           | ▲23.950                | ▲3,3 %              | ▲0,6 %                      | ▼10,4 %                        | ▼60,5 %                           |
| 2000 | ▲1.478,6           | ▲25.121                | ▲4,1 %              | ▲1,8 %                      | ▼9,2 %                         | ▼58,9 %                           |
| 2001 | ▲1.538,2           | ▲25.954                | ▲1,9 %              | ▲1,8 %                      | ▼8,5 %                         | ▼58,3 %                           |
| 2002 | ▲1.587,8           | ▲26.603                | ▲1,2 %              | ▲1,9 %                      | ▼8,3 %                         | ▲60,3 %                           |
| 2003 | ▲1.630,7           | ▲27.132                | ▲0,8 %              | ▲2,2 %                      | ▲8,5 %                         | ▲64,4 %                           |
| 2004 | ▲1.704,0           | ▲28.163                | ▲2,6 %              | ▲2,3 %                      | ▲8,9 %                         | ▲65,9 %                           |
| 2005 | ▲1.765,9           | ▲28.967                | ▲1,7 %              | ▲1,9 %                      | ▬8,9 %                         | ▲67,4 %                           |
| 2006 | ▲1.848,2           | ▲30.100                | ▲2,6 %              | ▲1,9 %                      | ▬8,9 %                         | ▼64,6 %                           |
| 2007 | ▲1.941,4           | ▲31.416                | ▲2,4 %              | ▲1,6 %                      | ▼8,0 %                         | ▼64,5 %                           |
| 2008 | ▲1.992,4           | ▲32.065                | ▲0,2 %              | ▲3,2 %                      | ▼7,4 %                         | ▲68,8 %                           |
| 2009 | ▼1.936,4           | ▼31.000                | ▼−2,8 %             | ▲0,1 %                      | ▲9,1 %                         | ▲83,0 %                           |
| 2010 | ▲1.995,3           | ▲31.790                | ▲1,8 %              | ▲1,7 %                      | ▲9,3 %                         | ▲85,3 %                           |
| 2011 | ▲2.058,4           | ▲32.636                | ▲2,2 %              | ▲2,3 %                      | ▼9,2 %                         | ▲87,8 %                           |
| 2012 | ▲2.088,8           | ▲32.959                | ▲0,4 %              | ▲2,2 %                      | ▲9,8 %                         | ▲90,6 %                           |
| 2013 | ▲2.117,2           | ▲33.238                | ▲0,7 %              | ▲1,0 %                      | ▲10,3 %                        | ▲93,4 %                           |
| 2014 | ▲2.149,8           | ▲33.575                | ▲1,0 %              | ▲0,6 %                      | ▬10,3 %                        | ▲94,9 %                           |
| 2015 | ▲2.198,4           | ▲34.190                | ▲1,1 %              | ▲0,1 %                      | ▲10,4 %                        | ▲95,6 %                           |
| 2016 | ▲2.234,1           | ▲34.654                | ▲1,0 %              | ▲0,3 %                      | ▼10,1 %                        | ▲98,0 %                           |
| 2017 | ▲2.297,2           | ▲35.539                | ▲2,4 %              | ▲1,2 %                      | ▼9,4 %                         | ▲98,1 %                           |
| 2018 | ▲2.363,3           | ▲36.446                | ▲1,8 %              | ▲2,1 %                      | ▼9,0 %                         | ▼97,8 %                           |
| 2019 | ▲2.437,6           | ▲37.446                | ▲1,9 %              | ▲1,3 %                      | ▼8,4 %                         | ▼97,4 %                           |
| 2020 | ▼2.309,7           | ▼35.379                | ▼−7,9 %             | ▲0,5 %                      | ▼8,0 %                         | ▲114,7 %                          |
| 2021 | ▲2.498,8           | ▲38.181                | ▲6,8 %              | ▲2,1 %                      | ▼7,9 %                         | ▼112,6 %                          |